# Хайнрих II фон Финстинген
Хайнрих II фон Финстинген (на немски: Heinrich II von Finstingen; Heinrich von Vinstingen; * пр. 1245, замък Малберг при Килбург, Рейнланд-Пфалц; † 26 април 1286, Булон сюр Мер, Франция) е като Хайнрих II архиепископ на Трир и курфюрст на Курфюрство Трир (1260 – 1286).

## Живот
Той е от фамилията на господарите на Малберг в Айфел и Финстинген (fr. Fénétrange) в Лотарингия. Син е на Мербодо II фон Малберг († сл. 1225) и съпругата му Ита фон Мандершайд († 14 май 1237), дъщеря на Хайнрих фон Керпен († сл. 1201), господар на Унтер-Мандершайд, и Гертруд († сл. 1201). Брат е на Куно фон Малберг „Велики“ (* пр. 1238; † 1262), господар на Финстинген, Хуго I фон Финстинген (пр. 1238; † 1270), господар на Финстинген, Хайлика фон Малберг (* пр. 1252; † пр. 1259), омъжена за Валтер I фон Геролдсек (* пр. 1224; † 28 септември 1275/1277), и на Агнес фон Малберг, омъжена за Конрад фон Ристе-Пиерепонт.
Хайнрих първо е домдехант в Мец и през август 1260 г. е номиниран от папа Александер IV за архиепископ на Трир след Арнолд II фон Изенбург. Преди това катедралният капител е избрал Арнолд фон Шлайден и Хайнрих фон Боланден, но папата не признал нито един от двамата.
Първите години от управлението му жителите на Кобленц искат повече независимост. От 1277 г. Хайнрих престроява стария замък в Кобленц против исканията за независимост. Още през 1262 г. той обсажда замък Шварценберг при Вадерн.
Хайнрих основава през 1272 г. колегиален манастир в Килбург. За да защитава интересите си против Курфюрство Кьолн от 1280 г. в Майен се създава замък Геновевабург. В Мюнстермайфелд той завършва започналото укрепление на града през 13 век от курфюрст Арнолд II фон Изенбург.
Хайнрих II фон Финстинген умира по време на поклонение до Франция и е погребан в катедралата на Трир.